# Платинатригольмий
Платинатригольмий — бинарное неорганическое соединение
платины и гольмия
с формулой Ho3Pt,
кристаллы.

## Получение
- Сплавление стехиометрических количеств чистых веществ:

{\displaystyle {\mathsf {Pt+3Ho\ {\xrightarrow {1150^{o}C}}\ Ho_{3}Pt}}}

## Физические свойства
Платинатригольмий образует кристаллы
ромбической сингонии,
пространственная группа P nma,
параметры ячейки a = 0,70192 нм, b = 0,94366 нм, c = 0,63943 нм, Z = 4,
структура типа карбида железа Fe3C
.
Соединение образуется по перитектической реакции при температуре ≈1150°C (1050°C ).